# Copa Libertadores 2024
Navigation
Édition 2023 Édition 2025
La Copa Libertadores 2024 est la 65e édition de la Copa Libertadores. Le club vainqueur de la compétition est désigné champion d'Amérique du Sud 2024. 47 clubs sud-américains y participent. Le vainqueur représente la CONMEBOL lors de la Coupe intercontinentale 2024, de la Coupe du monde des clubs 2025 et de la Recopa Sudamericana 2025.
La finale se déroule à Buenos Aires.

## Participants
47 équipes provenant de 10 associations membres de la CONMEBOL participent à la Copa Libertadores 2024.
Le format de la saison précédente est reconduit pour cette édition : le nombre de clubs directement admis en phase principale de groupes (32 équipes) est de 28, et la phase qualificative offre 4 places pour cette même phase de groupes.

### Distribution de places
| Associations                           | Places | Phase de groupes | Phase 3 | Phase 2 | Phase 1 |
| -------------------------------------- | ------ | ---------------- | ------- | ------- | ------- |
| Brésil                                 | 7      | 5                | –       | 2       | –       |
| Argentine                              | 6      | 5                | –       | 1       | –       |
| Chili                                  | 4      | 2                | –       | 2       | –       |
| Colombie                               | 4      | 2                | –       | 2       | –       |
| Bolivie                                | 4      | 2                | –       | 1       | 1       |
| Équateur                               | 4      | 2                | –       | 1       | 1       |
| Paraguay                               | 4      | 2                | –       | 1       | 1       |
| Pérou                                  | 4      | 2                | –       | 1       | 1       |
| Uruguay                                | 4      | 2                | –       | 1       | 1       |
| Venezuela                              | 4      | 2                | –       | 1       | 1       |
| Vainqueur de la Copa Libertadores 2023 | 1      | 1                | –       | –       | –       |
| Vainqueur de la Copa Sudamericana 2023 | 1      | 1                | –       | –       | –       |
| Phase antérieure                       | –      | 4                | 8       | 3       | –       |
| Total                                  | 47     | 32               | 8       | 16      | 6       |

### Clubs participants
| Phase de groupes | Phase de groupes | Phase de groupes | Phase de groupes | Phase de groupes | Phase de groupes | Phase de groupes | Phase de groupes | Phase de groupes | Phase de groupes | Phase de groupes | Phase de groupes | Phase de groupes | Phase de groupes | Phase de groupes | Phase de groupes |
| --- | --- | --- | --- | --- | --- | --- | --- | --- | --- | --- | --- | --- | --- | --- | --- |
| - Fluminense Vainqueur de la Copa Libertadores 2023 - LDU Quito Vainqueur de la Copa Sudamericana 2023 - Palmeiras Vainqueur du Championnat du Brésil de football 2023 - Grêmio Porto Alegre 2e du Championnat du Brésil de football 2023 - Atlético Mineiro 3e du Championnat du Brésil de football 2023 - Flamengo 4e du Championnat du Brésil de football 2023 - São Paulo FC Vainqueur de la Coupe du Brésil 2023 - River Plate Vainqueur du Championnat d'Argentine de football 2023 - Talleres 2e du Championnat d'Argentine de football 2023 - San Lorenzo 4e du Championnat d'Argentine de football 2023 - Estudiantes de La Plata Vainqueur de la Coupe d'Argentine de football 2023 - Rosario Central Vainqueur de la Coupe de la Ligue professionnelle argentine de football 2023 - Huachipato Vainqueur du Championnat du Chili de football 2023 - Cobresal 2e du Championnat du Chili de football 2023 | - Fluminense Vainqueur de la Copa Libertadores 2023 - LDU Quito Vainqueur de la Copa Sudamericana 2023 - Palmeiras Vainqueur du Championnat du Brésil de football 2023 - Grêmio Porto Alegre 2e du Championnat du Brésil de football 2023 - Atlético Mineiro 3e du Championnat du Brésil de football 2023 - Flamengo 4e du Championnat du Brésil de football 2023 - São Paulo FC Vainqueur de la Coupe du Brésil 2023 - River Plate Vainqueur du Championnat d'Argentine de football 2023 - Talleres 2e du Championnat d'Argentine de football 2023 - San Lorenzo 4e du Championnat d'Argentine de football 2023 - Estudiantes de La Plata Vainqueur de la Coupe d'Argentine de football 2023 - Rosario Central Vainqueur de la Coupe de la Ligue professionnelle argentine de football 2023 - Huachipato Vainqueur du Championnat du Chili de football 2023 - Cobresal 2e du Championnat du Chili de football 2023 | - Fluminense Vainqueur de la Copa Libertadores 2023 - LDU Quito Vainqueur de la Copa Sudamericana 2023 - Palmeiras Vainqueur du Championnat du Brésil de football 2023 - Grêmio Porto Alegre 2e du Championnat du Brésil de football 2023 - Atlético Mineiro 3e du Championnat du Brésil de football 2023 - Flamengo 4e du Championnat du Brésil de football 2023 - São Paulo FC Vainqueur de la Coupe du Brésil 2023 - River Plate Vainqueur du Championnat d'Argentine de football 2023 - Talleres 2e du Championnat d'Argentine de football 2023 - San Lorenzo 4e du Championnat d'Argentine de football 2023 - Estudiantes de La Plata Vainqueur de la Coupe d'Argentine de football 2023 - Rosario Central Vainqueur de la Coupe de la Ligue professionnelle argentine de football 2023 - Huachipato Vainqueur du Championnat du Chili de football 2023 - Cobresal 2e du Championnat du Chili de football 2023 | - Fluminense Vainqueur de la Copa Libertadores 2023 - LDU Quito Vainqueur de la Copa Sudamericana 2023 - Palmeiras Vainqueur du Championnat du Brésil de football 2023 - Grêmio Porto Alegre 2e du Championnat du Brésil de football 2023 - Atlético Mineiro 3e du Championnat du Brésil de football 2023 - Flamengo 4e du Championnat du Brésil de football 2023 - São Paulo FC Vainqueur de la Coupe du Brésil 2023 - River Plate Vainqueur du Championnat d'Argentine de football 2023 - Talleres 2e du Championnat d'Argentine de football 2023 - San Lorenzo 4e du Championnat d'Argentine de football 2023 - Estudiantes de La Plata Vainqueur de la Coupe d'Argentine de football 2023 - Rosario Central Vainqueur de la Coupe de la Ligue professionnelle argentine de football 2023 - Huachipato Vainqueur du Championnat du Chili de football 2023 - Cobresal 2e du Championnat du Chili de football 2023 | - Fluminense Vainqueur de la Copa Libertadores 2023 - LDU Quito Vainqueur de la Copa Sudamericana 2023 - Palmeiras Vainqueur du Championnat du Brésil de football 2023 - Grêmio Porto Alegre 2e du Championnat du Brésil de football 2023 - Atlético Mineiro 3e du Championnat du Brésil de football 2023 - Flamengo 4e du Championnat du Brésil de football 2023 - São Paulo FC Vainqueur de la Coupe du Brésil 2023 - River Plate Vainqueur du Championnat d'Argentine de football 2023 - Talleres 2e du Championnat d'Argentine de football 2023 - San Lorenzo 4e du Championnat d'Argentine de football 2023 - Estudiantes de La Plata Vainqueur de la Coupe d'Argentine de football 2023 - Rosario Central Vainqueur de la Coupe de la Ligue professionnelle argentine de football 2023 - Huachipato Vainqueur du Championnat du Chili de football 2023 - Cobresal 2e du Championnat du Chili de football 2023 | - Fluminense Vainqueur de la Copa Libertadores 2023 - LDU Quito Vainqueur de la Copa Sudamericana 2023 - Palmeiras Vainqueur du Championnat du Brésil de football 2023 - Grêmio Porto Alegre 2e du Championnat du Brésil de football 2023 - Atlético Mineiro 3e du Championnat du Brésil de football 2023 - Flamengo 4e du Championnat du Brésil de football 2023 - São Paulo FC Vainqueur de la Coupe du Brésil 2023 - River Plate Vainqueur du Championnat d'Argentine de football 2023 - Talleres 2e du Championnat d'Argentine de football 2023 - San Lorenzo 4e du Championnat d'Argentine de football 2023 - Estudiantes de La Plata Vainqueur de la Coupe d'Argentine de football 2023 - Rosario Central Vainqueur de la Coupe de la Ligue professionnelle argentine de football 2023 - Huachipato Vainqueur du Championnat du Chili de football 2023 - Cobresal 2e du Championnat du Chili de football 2023 | - Fluminense Vainqueur de la Copa Libertadores 2023 - LDU Quito Vainqueur de la Copa Sudamericana 2023 - Palmeiras Vainqueur du Championnat du Brésil de football 2023 - Grêmio Porto Alegre 2e du Championnat du Brésil de football 2023 - Atlético Mineiro 3e du Championnat du Brésil de football 2023 - Flamengo 4e du Championnat du Brésil de football 2023 - São Paulo FC Vainqueur de la Coupe du Brésil 2023 - River Plate Vainqueur du Championnat d'Argentine de football 2023 - Talleres 2e du Championnat d'Argentine de football 2023 - San Lorenzo 4e du Championnat d'Argentine de football 2023 - Estudiantes de La Plata Vainqueur de la Coupe d'Argentine de football 2023 - Rosario Central Vainqueur de la Coupe de la Ligue professionnelle argentine de football 2023 - Huachipato Vainqueur du Championnat du Chili de football 2023 - Cobresal 2e du Championnat du Chili de football 2023 | - Fluminense Vainqueur de la Copa Libertadores 2023 - LDU Quito Vainqueur de la Copa Sudamericana 2023 - Palmeiras Vainqueur du Championnat du Brésil de football 2023 - Grêmio Porto Alegre 2e du Championnat du Brésil de football 2023 - Atlético Mineiro 3e du Championnat du Brésil de football 2023 - Flamengo 4e du Championnat du Brésil de football 2023 - São Paulo FC Vainqueur de la Coupe du Brésil 2023 - River Plate Vainqueur du Championnat d'Argentine de football 2023 - Talleres 2e du Championnat d'Argentine de football 2023 - San Lorenzo 4e du Championnat d'Argentine de football 2023 - Estudiantes de La Plata Vainqueur de la Coupe d'Argentine de football 2023 - Rosario Central Vainqueur de la Coupe de la Ligue professionnelle argentine de football 2023 - Huachipato Vainqueur du Championnat du Chili de football 2023 - Cobresal 2e du Championnat du Chili de football 2023 | - Millonarios Vainqueur du Tournoi d'ouverture du championnat de Colombie de football 2023 - Atlético Junior Vainqueur du Tournoi de clôture du championnat de Colombie de football 2023 - The Strongest Vainqueur du championnat de Bolivie 2023 - Bolívar 2e du championnat de Bolivie 2023 - Independiente del Valle Vainqueur du Championnat d'Équateur de football 2023 - Barcelona SC 2e du Championnat d'Équateur de football 2023 - Libertad Vainqueur du championnat du Paraguay 2023 - Cerro Porteño 2e du championnat du Paraguay 2023 - Universitario Vainqueur du Championnat du Pérou de football 2023 - Alianza Lima 2e du Championnat du Pérou de football 2023 - Liverpool Vainqueur du Championnat d'Uruguay de football 2023 - Peñarol 2e du Championnat d'Uruguay de football 2023 - Deportivo Táchira Vainqueur du Championnat du Venezuela de football 2023 - Caracas 2e du Championnat du Venezuela de football 2023 | - Millonarios Vainqueur du Tournoi d'ouverture du championnat de Colombie de football 2023 - Atlético Junior Vainqueur du Tournoi de clôture du championnat de Colombie de football 2023 - The Strongest Vainqueur du championnat de Bolivie 2023 - Bolívar 2e du championnat de Bolivie 2023 - Independiente del Valle Vainqueur du Championnat d'Équateur de football 2023 - Barcelona SC 2e du Championnat d'Équateur de football 2023 - Libertad Vainqueur du championnat du Paraguay 2023 - Cerro Porteño 2e du championnat du Paraguay 2023 - Universitario Vainqueur du Championnat du Pérou de football 2023 - Alianza Lima 2e du Championnat du Pérou de football 2023 - Liverpool Vainqueur du Championnat d'Uruguay de football 2023 - Peñarol 2e du Championnat d'Uruguay de football 2023 - Deportivo Táchira Vainqueur du Championnat du Venezuela de football 2023 - Caracas 2e du Championnat du Venezuela de football 2023 | - Millonarios Vainqueur du Tournoi d'ouverture du championnat de Colombie de football 2023 - Atlético Junior Vainqueur du Tournoi de clôture du championnat de Colombie de football 2023 - The Strongest Vainqueur du championnat de Bolivie 2023 - Bolívar 2e du championnat de Bolivie 2023 - Independiente del Valle Vainqueur du Championnat d'Équateur de football 2023 - Barcelona SC 2e du Championnat d'Équateur de football 2023 - Libertad Vainqueur du championnat du Paraguay 2023 - Cerro Porteño 2e du championnat du Paraguay 2023 - Universitario Vainqueur du Championnat du Pérou de football 2023 - Alianza Lima 2e du Championnat du Pérou de football 2023 - Liverpool Vainqueur du Championnat d'Uruguay de football 2023 - Peñarol 2e du Championnat d'Uruguay de football 2023 - Deportivo Táchira Vainqueur du Championnat du Venezuela de football 2023 - Caracas 2e du Championnat du Venezuela de football 2023 | - Millonarios Vainqueur du Tournoi d'ouverture du championnat de Colombie de football 2023 - Atlético Junior Vainqueur du Tournoi de clôture du championnat de Colombie de football 2023 - The Strongest Vainqueur du championnat de Bolivie 2023 - Bolívar 2e du championnat de Bolivie 2023 - Independiente del Valle Vainqueur du Championnat d'Équateur de football 2023 - Barcelona SC 2e du Championnat d'Équateur de football 2023 - Libertad Vainqueur du championnat du Paraguay 2023 - Cerro Porteño 2e du championnat du Paraguay 2023 - Universitario Vainqueur du Championnat du Pérou de football 2023 - Alianza Lima 2e du Championnat du Pérou de football 2023 - Liverpool Vainqueur du Championnat d'Uruguay de football 2023 - Peñarol 2e du Championnat d'Uruguay de football 2023 - Deportivo Táchira Vainqueur du Championnat du Venezuela de football 2023 - Caracas 2e du Championnat du Venezuela de football 2023 | - Millonarios Vainqueur du Tournoi d'ouverture du championnat de Colombie de football 2023 - Atlético Junior Vainqueur du Tournoi de clôture du championnat de Colombie de football 2023 - The Strongest Vainqueur du championnat de Bolivie 2023 - Bolívar 2e du championnat de Bolivie 2023 - Independiente del Valle Vainqueur du Championnat d'Équateur de football 2023 - Barcelona SC 2e du Championnat d'Équateur de football 2023 - Libertad Vainqueur du championnat du Paraguay 2023 - Cerro Porteño 2e du championnat du Paraguay 2023 - Universitario Vainqueur du Championnat du Pérou de football 2023 - Alianza Lima 2e du Championnat du Pérou de football 2023 - Liverpool Vainqueur du Championnat d'Uruguay de football 2023 - Peñarol 2e du Championnat d'Uruguay de football 2023 - Deportivo Táchira Vainqueur du Championnat du Venezuela de football 2023 - Caracas 2e du Championnat du Venezuela de football 2023 | - Millonarios Vainqueur du Tournoi d'ouverture du championnat de Colombie de football 2023 - Atlético Junior Vainqueur du Tournoi de clôture du championnat de Colombie de football 2023 - The Strongest Vainqueur du championnat de Bolivie 2023 - Bolívar 2e du championnat de Bolivie 2023 - Independiente del Valle Vainqueur du Championnat d'Équateur de football 2023 - Barcelona SC 2e du Championnat d'Équateur de football 2023 - Libertad Vainqueur du championnat du Paraguay 2023 - Cerro Porteño 2e du championnat du Paraguay 2023 - Universitario Vainqueur du Championnat du Pérou de football 2023 - Alianza Lima 2e du Championnat du Pérou de football 2023 - Liverpool Vainqueur du Championnat d'Uruguay de football 2023 - Peñarol 2e du Championnat d'Uruguay de football 2023 - Deportivo Táchira Vainqueur du Championnat du Venezuela de football 2023 - Caracas 2e du Championnat du Venezuela de football 2023 | - Millonarios Vainqueur du Tournoi d'ouverture du championnat de Colombie de football 2023 - Atlético Junior Vainqueur du Tournoi de clôture du championnat de Colombie de football 2023 - The Strongest Vainqueur du championnat de Bolivie 2023 - Bolívar 2e du championnat de Bolivie 2023 - Independiente del Valle Vainqueur du Championnat d'Équateur de football 2023 - Barcelona SC 2e du Championnat d'Équateur de football 2023 - Libertad Vainqueur du championnat du Paraguay 2023 - Cerro Porteño 2e du championnat du Paraguay 2023 - Universitario Vainqueur du Championnat du Pérou de football 2023 - Alianza Lima 2e du Championnat du Pérou de football 2023 - Liverpool Vainqueur du Championnat d'Uruguay de football 2023 - Peñarol 2e du Championnat d'Uruguay de football 2023 - Deportivo Táchira Vainqueur du Championnat du Venezuela de football 2023 - Caracas 2e du Championnat du Venezuela de football 2023 | - Millonarios Vainqueur du Tournoi d'ouverture du championnat de Colombie de football 2023 - Atlético Junior Vainqueur du Tournoi de clôture du championnat de Colombie de football 2023 - The Strongest Vainqueur du championnat de Bolivie 2023 - Bolívar 2e du championnat de Bolivie 2023 - Independiente del Valle Vainqueur du Championnat d'Équateur de football 2023 - Barcelona SC 2e du Championnat d'Équateur de football 2023 - Libertad Vainqueur du championnat du Paraguay 2023 - Cerro Porteño 2e du championnat du Paraguay 2023 - Universitario Vainqueur du Championnat du Pérou de football 2023 - Alianza Lima 2e du Championnat du Pérou de football 2023 - Liverpool Vainqueur du Championnat d'Uruguay de football 2023 - Peñarol 2e du Championnat d'Uruguay de football 2023 - Deportivo Táchira Vainqueur du Championnat du Venezuela de football 2023 - Caracas 2e du Championnat du Venezuela de football 2023 |
| Troisième tour préliminaire | | | | | | | | | | | | | | | |
| Aucune entrée | | | | | | | | | | | | | | | |
| Deuxième tour préliminaire | | | | | | | | | | | | | | | |
| - Botafogo 5e du Championnat du Brésil de football 2023 - Red Bull Bragantino 6e du Championnat du Brésil de football 2023 - Godoy Cruz 5e du Championnat d'Argentine de football 2023 - Colo-Colo 3e du Championnat du Chili de football 2023 - Palestino 4e du Championnat du Chili de football 2023 - Águilas Doradas 2e du Championnat de Colombie de football 2023 - Atlético Nacional Vainqueur de la Coupe de Colombie de football 2023 | - Botafogo 5e du Championnat du Brésil de football 2023 - Red Bull Bragantino 6e du Championnat du Brésil de football 2023 - Godoy Cruz 5e du Championnat d'Argentine de football 2023 - Colo-Colo 3e du Championnat du Chili de football 2023 - Palestino 4e du Championnat du Chili de football 2023 - Águilas Doradas 2e du Championnat de Colombie de football 2023 - Atlético Nacional Vainqueur de la Coupe de Colombie de football 2023 | - Botafogo 5e du Championnat du Brésil de football 2023 - Red Bull Bragantino 6e du Championnat du Brésil de football 2023 - Godoy Cruz 5e du Championnat d'Argentine de football 2023 - Colo-Colo 3e du Championnat du Chili de football 2023 - Palestino 4e du Championnat du Chili de football 2023 - Águilas Doradas 2e du Championnat de Colombie de football 2023 - Atlético Nacional Vainqueur de la Coupe de Colombie de football 2023 | - Botafogo 5e du Championnat du Brésil de football 2023 - Red Bull Bragantino 6e du Championnat du Brésil de football 2023 - Godoy Cruz 5e du Championnat d'Argentine de football 2023 - Colo-Colo 3e du Championnat du Chili de football 2023 - Palestino 4e du Championnat du Chili de football 2023 - Águilas Doradas 2e du Championnat de Colombie de football 2023 - Atlético Nacional Vainqueur de la Coupe de Colombie de football 2023 | - Botafogo 5e du Championnat du Brésil de football 2023 - Red Bull Bragantino 6e du Championnat du Brésil de football 2023 - Godoy Cruz 5e du Championnat d'Argentine de football 2023 - Colo-Colo 3e du Championnat du Chili de football 2023 - Palestino 4e du Championnat du Chili de football 2023 - Águilas Doradas 2e du Championnat de Colombie de football 2023 - Atlético Nacional Vainqueur de la Coupe de Colombie de football 2023 | - Botafogo 5e du Championnat du Brésil de football 2023 - Red Bull Bragantino 6e du Championnat du Brésil de football 2023 - Godoy Cruz 5e du Championnat d'Argentine de football 2023 - Colo-Colo 3e du Championnat du Chili de football 2023 - Palestino 4e du Championnat du Chili de football 2023 - Águilas Doradas 2e du Championnat de Colombie de football 2023 - Atlético Nacional Vainqueur de la Coupe de Colombie de football 2023 | - Botafogo 5e du Championnat du Brésil de football 2023 - Red Bull Bragantino 6e du Championnat du Brésil de football 2023 - Godoy Cruz 5e du Championnat d'Argentine de football 2023 - Colo-Colo 3e du Championnat du Chili de football 2023 - Palestino 4e du Championnat du Chili de football 2023 - Águilas Doradas 2e du Championnat de Colombie de football 2023 - Atlético Nacional Vainqueur de la Coupe de Colombie de football 2023 | - Botafogo 5e du Championnat du Brésil de football 2023 - Red Bull Bragantino 6e du Championnat du Brésil de football 2023 - Godoy Cruz 5e du Championnat d'Argentine de football 2023 - Colo-Colo 3e du Championnat du Chili de football 2023 - Palestino 4e du Championnat du Chili de football 2023 - Águilas Doradas 2e du Championnat de Colombie de football 2023 - Atlético Nacional Vainqueur de la Coupe de Colombie de football 2023 | - Always Ready 3e championnat de Bolivie 2023 - El Nacional 3e du Championnat d'Équateur de football 2022 - Sportivo Trinidense 3e du championnat du Paraguay 2023 - Sporting Cristal 3e du Championnat du Pérou de football 2023 - Nacional 3e du Championnat d'Uruguay de football 2023 - Portuguesa FC 3e du Classement cumulé du championnat du Venezuela 2023 | - Always Ready 3e championnat de Bolivie 2023 - El Nacional 3e du Championnat d'Équateur de football 2022 - Sportivo Trinidense 3e du championnat du Paraguay 2023 - Sporting Cristal 3e du Championnat du Pérou de football 2023 - Nacional 3e du Championnat d'Uruguay de football 2023 - Portuguesa FC 3e du Classement cumulé du championnat du Venezuela 2023 | - Always Ready 3e championnat de Bolivie 2023 - El Nacional 3e du Championnat d'Équateur de football 2022 - Sportivo Trinidense 3e du championnat du Paraguay 2023 - Sporting Cristal 3e du Championnat du Pérou de football 2023 - Nacional 3e du Championnat d'Uruguay de football 2023 - Portuguesa FC 3e du Classement cumulé du championnat du Venezuela 2023 | - Always Ready 3e championnat de Bolivie 2023 - El Nacional 3e du Championnat d'Équateur de football 2022 - Sportivo Trinidense 3e du championnat du Paraguay 2023 - Sporting Cristal 3e du Championnat du Pérou de football 2023 - Nacional 3e du Championnat d'Uruguay de football 2023 - Portuguesa FC 3e du Classement cumulé du championnat du Venezuela 2023 | - Always Ready 3e championnat de Bolivie 2023 - El Nacional 3e du Championnat d'Équateur de football 2022 - Sportivo Trinidense 3e du championnat du Paraguay 2023 - Sporting Cristal 3e du Championnat du Pérou de football 2023 - Nacional 3e du Championnat d'Uruguay de football 2023 - Portuguesa FC 3e du Classement cumulé du championnat du Venezuela 2023 | - Always Ready 3e championnat de Bolivie 2023 - El Nacional 3e du Championnat d'Équateur de football 2022 - Sportivo Trinidense 3e du championnat du Paraguay 2023 - Sporting Cristal 3e du Championnat du Pérou de football 2023 - Nacional 3e du Championnat d'Uruguay de football 2023 - Portuguesa FC 3e du Classement cumulé du championnat du Venezuela 2023 | - Always Ready 3e championnat de Bolivie 2023 - El Nacional 3e du Championnat d'Équateur de football 2022 - Sportivo Trinidense 3e du championnat du Paraguay 2023 - Sporting Cristal 3e du Championnat du Pérou de football 2023 - Nacional 3e du Championnat d'Uruguay de football 2023 - Portuguesa FC 3e du Classement cumulé du championnat du Venezuela 2023 | - Always Ready 3e championnat de Bolivie 2023 - El Nacional 3e du Championnat d'Équateur de football 2022 - Sportivo Trinidense 3e du championnat du Paraguay 2023 - Sporting Cristal 3e du Championnat du Pérou de football 2023 - Nacional 3e du Championnat d'Uruguay de football 2023 - Portuguesa FC 3e du Classement cumulé du championnat du Venezuela 2023 |
| Premier tour préliminaire | | | | | | | | | | | | | | | |
| - Club Aurora 4e du championnat de Bolivie 2023 - Aucas 4e du Championnat d'Équateur de football 2023 - Club Nacional 4e du championnat du Paraguay 2023 | - Club Aurora 4e du championnat de Bolivie 2023 - Aucas 4e du Championnat d'Équateur de football 2023 - Club Nacional 4e du championnat du Paraguay 2023 | - Club Aurora 4e du championnat de Bolivie 2023 - Aucas 4e du Championnat d'Équateur de football 2023 - Club Nacional 4e du championnat du Paraguay 2023 | - Club Aurora 4e du championnat de Bolivie 2023 - Aucas 4e du Championnat d'Équateur de football 2023 - Club Nacional 4e du championnat du Paraguay 2023 | - Club Aurora 4e du championnat de Bolivie 2023 - Aucas 4e du Championnat d'Équateur de football 2023 - Club Nacional 4e du championnat du Paraguay 2023 | - Club Aurora 4e du championnat de Bolivie 2023 - Aucas 4e du Championnat d'Équateur de football 2023 - Club Nacional 4e du championnat du Paraguay 2023 | - Club Aurora 4e du championnat de Bolivie 2023 - Aucas 4e du Championnat d'Équateur de football 2023 - Club Nacional 4e du championnat du Paraguay 2023 | - Club Aurora 4e du championnat de Bolivie 2023 - Aucas 4e du Championnat d'Équateur de football 2023 - Club Nacional 4e du championnat du Paraguay 2023 | - Melgar 4e du Championnat du Pérou de football 2023 - Defensor Sporting 4e du Championnat d'Uruguay de football 2023 - Academia Puerto Cabello 4e du Classement cumulé du championnat du Venezuela 2023 | - Melgar 4e du Championnat du Pérou de football 2023 - Defensor Sporting 4e du Championnat d'Uruguay de football 2023 - Academia Puerto Cabello 4e du Classement cumulé du championnat du Venezuela 2023 | - Melgar 4e du Championnat du Pérou de football 2023 - Defensor Sporting 4e du Championnat d'Uruguay de football 2023 - Academia Puerto Cabello 4e du Classement cumulé du championnat du Venezuela 2023 | - Melgar 4e du Championnat du Pérou de football 2023 - Defensor Sporting 4e du Championnat d'Uruguay de football 2023 - Academia Puerto Cabello 4e du Classement cumulé du championnat du Venezuela 2023 | - Melgar 4e du Championnat du Pérou de football 2023 - Defensor Sporting 4e du Championnat d'Uruguay de football 2023 - Academia Puerto Cabello 4e du Classement cumulé du championnat du Venezuela 2023 | - Melgar 4e du Championnat du Pérou de football 2023 - Defensor Sporting 4e du Championnat d'Uruguay de football 2023 - Academia Puerto Cabello 4e du Classement cumulé du championnat du Venezuela 2023 | - Melgar 4e du Championnat du Pérou de football 2023 - Defensor Sporting 4e du Championnat d'Uruguay de football 2023 - Academia Puerto Cabello 4e du Classement cumulé du championnat du Venezuela 2023 | - Melgar 4e du Championnat du Pérou de football 2023 - Defensor Sporting 4e du Championnat d'Uruguay de football 2023 - Academia Puerto Cabello 4e du Classement cumulé du championnat du Venezuela 2023 |

## Phase préliminaire

### Premier tour préliminaire
Les équipes classées 4e des six nations les moins performantes (Bolivie, Uruguay, Équateur, Pérou, Paraguay et Venezuela) entrent en lice pour décrocher l'une des trois places pour le deuxième tour préliminaire.
Les matchs aller se déroulent le 6, 7 et 8 février 2024 et les matchs retour se déroulent le 13, 14 et 15 février 2024.
| Équipe                  | Aller | Total             | Retour | Équipe            |
| ----------------------- | ----- | ----------------- | ------ | ----------------- |
| Academia Puerto Cabello | 3 - 2 | 3 - 3 (4 - 2 tab) | 0 - 1  | Defensor Sporting |
| Club Aurora             | 1 - 0 | 2 - 1             | 1 - 1  | Melgar            |
| Aucas                   | 1 - 0 | 1 - 3             | 0 - 3  | Club Nacional     |

### Deuxième tour préliminaire
Les trois équipes qualifiées rejoignent treize clubs entrant en lice lors de ce deuxième tour.
Les matchs aller se déroulent le 20, 21 et 22 février 2024 et les matchs retour se déroulent le 27, 28 et 29 février 2024.
| Équipe                  | Aller | Total             | Retour | Équipe              |
| ----------------------- | ----- | ----------------- | ------ | ------------------- |
| Águilas Doradas         | 0 - 0 | 0 - 0 (3 - 4 tab) | 0 - 0  | Red Bull Bragantino |
| Club Nacional           | 1 - 0 | 4 - 0             | 3 - 0  | Atlético Nacional   |
| Always Ready            | 6 - 1 | 7 - 4             | 1 - 3  | Sporting Cristal    |
| Godoy Cruz              | 0 - 1 | 0 - 1             | 0 - 0  | Colo-Colo           |
| Sportivo Trinidense     | 1 - 1 | 2 - 1             | 1 - 0  | El Nacional         |
| Academia Puerto Cabello | 0 - 2 | 0 - 4             | 0 - 2  | Nacional            |
| Portuguesa FC           | 1 - 2 | 2 - 4             | 1 - 2  | Palestino           |
| Club Aurora             | 1 - 1 | 1 - 7             | 0 - 6  | Botafogo            |

### Troisième tour préliminaire
Les huit clubs qualifiés s'affrontent pour déterminer les quatre équipes qualifiées pour la phase de groupes. Les perdants sont repêchés en Copa Sudamericana 2024.
Les matchs se déroulent du 6 au 14 mars 2024.
| Équipe              | Aller | Total             | Retour | Équipe              |
| ------------------- | ----- | ----------------- | ------ | ------------------- |
| Botafogo            | 2 - 1 | 3 - 2             | 1 - 1  | Red Bull Bragantino |
| Club Nacional       | 0 - 2 | 3 - 3 (1 - 3 tab) | 3 - 1  | Palestino           |
| Always Ready        | 1 - 0 | 2 - 2 (4 - 5 tab) | 1 - 2  | Nacional            |
| Sportivo Trinidense | 1 - 1 | 2 - 3             | 1 - 2  | Colo-Colo           |

## Phase de groupes
Les quatre qualifiés via les tours préliminaires rejoignent les 28 équipes entrant en lice lors de la phase de poules. Les 32 formations sont réparties en huit poules de quatre et s'affrontent à deux reprises. Les deux premiers se qualifient pour les huitièmes de finale, les huit troisièmes sont repêchés en Copa Sudamericana 2024 et les quatrièmes sont éliminés.
Légende des classements
- Qualifié pour les huitièmes de finale
- Repêché en Copa Sudamericana 2024

### Groupe A
| Rang | Équipe        | Pts | J | G | N | P | Bp | Bc | Diff |  | Résultats (▼ dom., ► ext.) |     |     |     |     |
| ---- | ------------- | --- | - | - | - | - | -- | -- | ---- |  | -------------------------- | --- | --- | --- | --- |
| 1    | Fluminense    | 14  | 6 | 4 | 2 | 0 | 9  | 5  | +4   |  | Fluminense                 |     | 2-1 | 2-1 | 3-2 |
| 2    | Colo-Colo     | 6   | 6 | 1 | 3 | 2 | 4  | 5  | -1   |  | Colo-Colo                  | 0-1 |     | 1-0 | 0-0 |
| 3    | Cerro Porteño | 6   | 6 | 1 | 3 | 2 | 4  | 5  | -1   |  | Cerro Porteño              | 0-0 | 1-1 |     | 1-0 |
| 4    | Alianza Lima  | 4   | 6 | 0 | 4 | 2 | 5  | 7  | -2   |  | Alianza Lima               | 1-1 | 1-1 | 1-1 |     |

### Groupe B
| Rang | Équipe       | Pts | J | G | N | P | Bp | Bc | Diff |  | Résultats (▼ dom., ► ext.) |     |     |     |     |
| ---- | ------------ | --- | - | - | - | - | -- | -- | ---- |  | -------------------------- | --- | --- | --- | --- |
| 1    | São Paulo FC | 13  | 6 | 4 | 1 | 1 | 10 | 3  | +7   |  | São Paulo FC               |     | 2-0 | 0-0 | 2-0 |
| 2    | Talleres     | 13  | 6 | 4 | 1 | 1 | 10 | 6  | +4   |  | Talleres                   | 2-1 |     | 3-1 | 1-0 |
| 3    | Barcelona SC | 6   | 6 | 1 | 3 | 2 | 6  | 9  | -3   |  | Barcelona SC               | 0-2 | 2-2 |     | 2-1 |
| 4    | Cobresal     | 1   | 6 | 0 | 1 | 5 | 3  | 11 | -8   |  | Cobresal                   | 1-3 | 0-2 | 1-1 |     |

### Groupe C
| Rang | Équipe                  | Pts | J | G | N | P | Bp | Bc | Diff |  | Résultats (▼ dom., ► ext.) |     |     |     |     |
| ---- | ----------------------- | --- | - | - | - | - | -- | -- | ---- |  | -------------------------- | --- | --- | --- | --- |
| 1    | The Strongest           | 10  | 6 | 3 | 1 | 2 | 8  | 6  | +2   |  | The Strongest              |     | 4-0 | 2-0 | 1-0 |
| 2    | Grêmio Porto Alegre     | 10  | 6 | 3 | 1 | 2 | 7  | 5  | +2   |  | Grêmio Porto Alegre        | 4-0 |     | 0-2 | 1-1 |
| 3    | Huachipato              | 8   | 6 | 2 | 2 | 2 | 7  | 9  | -2   |  | Huachipato                 | 0-0 | 0-1 |     | 1-1 |
| 4    | Estudiantes de La Plata | 5   | 6 | 1 | 2 | 3 | 7  | 9  | -2   |  | Estudiantes de La Plata    | 2-1 | 3-4 | 0-1 |     |

### Groupe D
| Rang | Équipe          | Pts | J | G | N | P | Bp | Bc | Diff |  | Résultats (▼ dom., ► ext.) |     |     |     |     |
| ---- | --------------- | --- | - | - | - | - | -- | -- | ---- |  | -------------------------- | --- | --- | --- | --- |
| 1    | Atlético Junior | 10  | 6 | 2 | 4 | 0 | 7  | 4  | +3   |  | Atlético Junior            |     | 0-0 | 1-1 | 1-1 |
| 2    | Botafogo        | 10  | 6 | 3 | 1 | 2 | 7  | 6  | +1   |  | Botafogo                   | 1-3 |     | 2-1 | 3-1 |
| 3    | LDU Quito       | 7   | 6 | 2 | 1 | 3 | 6  | 6  | 0    |  | LDU Quito                  | 0-1 | 1-0 |     | 2-0 |
| 4    | Universitario   | 5   | 6 | 1 | 2 | 3 | 5  | 9  | -4   |  | Universitario              | 1-1 | 0-1 | 2-1 |     |

### Groupe E
| Rang | Équipe      | Pts | J | G | N | P | Bp | Bc | Diff |  | Résultats (▼ dom., ► ext.) |     |     |     |     |
| ---- | ----------- | --- | - | - | - | - | -- | -- | ---- |  | -------------------------- | --- | --- | --- | --- |
| 1    | Bolívar     | 13  | 6 | 4 | 1 | 1 | 13 | 9  | +4   |  | Bolívar                    |     | 2-1 | 2-1 | 3-2 |
| 2    | Flamengo    | 10  | 6 | 3 | 1 | 2 | 11 | 4  | +7   |  | Flamengo                   | 4-0 |     | 2-0 | 3-0 |
| 3    | Palestino   | 7   | 6 | 2 | 1 | 3 | 6  | 11 | -5   |  | Palestino                  | 0-4 | 1-0 |     | 3-1 |
| 4    | Millonarios | 3   | 6 | 0 | 3 | 3 | 6  | 12 | -6   |  | Millonarios                | 1-1 | 1-1 | 1-1 |     |

### Groupe F
| Rang | Équipe                  | Pts | J | G | N | P | Bp | Bc | Diff |  | Résultats (▼ dom., ► ext.) |     |     |     |     |
| ---- | ----------------------- | --- | - | - | - | - | -- | -- | ---- |  | -------------------------- | --- | --- | --- | --- |
| 1    | Palmeiras               | 14  | 6 | 4 | 2 | 0 | 14 | 5  | +9   |  | Palmeiras                  |     | 0-0 | 2-1 | 3-1 |
| 2    | San Lorenzo             | 8   | 6 | 2 | 2 | 2 | 6  | 6  | 0    |  | San Lorenzo                | 1-1 |     | 2-0 | 3-2 |
| 3    | Independiente del Valle | 7   | 6 | 2 | 1 | 3 | 8  | 9  | -1   |  | Independiente del Valle    | 2-3 | 2-0 |     | 2-1 |
| 4    | Liverpool               | 4   | 6 | 1 | 1 | 4 | 6  | 14 | -8   |  | Liverpool                  | 0-5 | 1-0 | 1-1 |     |

### Groupe G
| Rang | Équipe           | Pts | J | G | N | P | Bp | Bc | Diff |  | Résultats (▼ dom., ► ext.) |     |     |     |     |
| ---- | ---------------- | --- | - | - | - | - | -- | -- | ---- |  | -------------------------- | --- | --- | --- | --- |
| 1    | Atlético Mineiro | 15  | 6 | 5 | 0 | 1 | 14 | 6  | +8   |  | Atlético Mineiro           |     | 3-2 | 2-1 | 4-0 |
| 2    | Peñarol          | 12  | 6 | 4 | 0 | 2 | 12 | 5  | +7   |  | Peñarol                    | 2-0 |     | 2-1 | 5-0 |
| 3    | Rosario Central  | 7   | 6 | 2 | 1 | 3 | 8  | 7  | +1   |  | Rosario Central            | 0-1 | 1-0 |     | 4-1 |
| 4    | Caracas          | 1   | 6 | 0 | 1 | 5 | 6  | 14 | -8   |  | Caracas                    | 1-4 | 0-1 | 1-1 |     |

### Groupe H
| Rang | Équipe            | Pts | J | G | N | P | Bp | Bc | Diff |  | Résultats (▼ dom., ► ext.) |     |     |     |     |
| ---- | ----------------- | --- | - | - | - | - | -- | -- | ---- |  | -------------------------- | --- | --- | --- | --- |
| 1    | River Plate       | 16  | 6 | 5 | 1 | 0 | 12 | 3  | +9   |  | River Plate                |     | 2-0 | 2-0 | 2-0 |
| 2    | Nacional          | 10  | 6 | 3 | 1 | 2 | 8  | 7  | +1   |  | Nacional                   | 2-2 |     | 2-0 | 2-1 |
| 3    | Libertad          | 7   | 6 | 2 | 1 | 3 | 7  | 8  | -1   |  | Libertad                   | 1-2 | 2-1 |     | 3-0 |
| 4    | Deportivo Táchira | 1   | 6 | 0 | 1 | 5 | 2  | 11 | -9   |  | Deportivo Táchira          | 0-2 | 0-1 | 1-1 |     |

## Tableau final
L’Atlético Mineiro écarte River Plate et se qualifie en finale de Copa Libertadores malgré un match retour dans un stade Monumental incandescent avec des scènes de pyrotechnie démesurées.
Dans la deuxième demi-finale, Botafogo se qualifie pour la première fois de son histoire en finale de la Copa Libertadores en l'emportant face au Peñarol après notamment une écrasante victoire 5-0 au match aller.
|  | Huitièmes de finale | Huitièmes de finale | Huitièmes de finale | Huitièmes de finale |                  |                  | Quarts de finale | Quarts de finale | Quarts de finale | Quarts de finale |  |  | Demi-finales | Demi-finales | Demi-finales | Demi-finales |  |  | Finale                                                | Finale | Finale | Finale |
|  |                     |                     |                     |                     |                  |                  |                  |                  |                  |                  |  |  |              |              |              |              |  |  |                                                       |        |        |        |
|  |                     |                     |                     |                     |                  |                  |                  |                  |                  |                  |  |  |              |              |              |              |  |  | 30 novembre 2024 - Stade Mâs Monumental, Buenos Aires |        |        |        |
|  | Grêmio Porto Alegre | Grêmio Porto Alegre | 2                   | 1 (1)               |                  |                  |                  |                  |                  |                  |  |  |              |              |              |              |  |  |                                                       |        |        |        |
|  | Grêmio Porto Alegre | Grêmio Porto Alegre | 2                   | 1 (1)               |                  |                  |                  |                  |                  |                  |  |  |              |              |              |              |  |  |                                                       |        |        |        |
|  | Fluminense          | Fluminense          | 1                   | 2 (3)               |                  |                  |                  |                  |                  |                  |  |  |              |              |              |              |  |  |                                                       |        |        |        |
|  | Fluminense          | Fluminense          | 1                   | 2 (3)               | Fluminense       | Fluminense       | 1                | 0                |                  |                  |  |  |              |              |              |              |  |  |                                                       |        |        |        |
|  |                     |                     |                     |                     | Fluminense       | Fluminense       | 1                | 0                |                  |                  |  |  |              |              |              |              |  |  |                                                       |        |        |        |
|  |                     |                     | Atlético Mineiro    | Atlético Mineiro    | 0                | 2                |                  |                  |                  |                  |  |  |              |              |              |              |  |  |                                                       |        |        |        |
|  | San Lorenzo         | San Lorenzo         | Atlético Mineiro    | Atlético Mineiro    | 0                | 2                | 1                | 0                |                  |                  |  |  |              |              |              |              |  |  |                                                       |        |        |        |
|  | San Lorenzo         | San Lorenzo         |                     |                     |                  |                  |                  | 0                |                  |                  |  |  |              |              |              |              |  |  |                                                       |        |        |        |
|  | Atlético Mineiro    | Atlético Mineiro    | 1                   | 1                   |                  |                  |                  |                  |                  |                  |  |  |              |              |              |              |  |  |                                                       |        |        |        |
|  | Atlético Mineiro    | Atlético Mineiro    | 1                   | 1                   | Atlético Mineiro | Atlético Mineiro | 3                | 0                |                  |                  |  |  |              |              |              |              |  |  |                                                       |        |        |        |
|  |                     |                     |                     |                     | Atlético Mineiro | Atlético Mineiro | 3                | 0                |                  |                  |  |  |              |              |              |              |  |  |                                                       |        |        |        |
|  |                     |                     | River Plate         | River Plate         | 0                | 0                |                  |                  |                  |                  |  |  |              |              |              |              |  |  |                                                       |        |        |        |
|  | Colo-Colo           | Colo-Colo           | River Plate         | River Plate         | 0                | 0                | 1                | 2                |                  |                  |  |  |              |              |              |              |  |  |                                                       |        |        |        |
|  | Colo-Colo           | Colo-Colo           |                     |                     |                  |                  |                  | 2                |                  |                  |  |  |              |              |              |              |  |  |                                                       |        |        |        |
|  | Atlético Junior     | Atlético Junior     | 0                   | 1                   |                  |                  |                  |                  |                  |                  |  |  |              |              |              |              |  |  |                                                       |        |        |        |
|  | Atlético Junior     | Atlético Junior     | 0                   | 1                   | Colo-Colo        | Colo-Colo        | 1                | 0                |                  |                  |  |  |              |              |              |              |  |  |                                                       |        |        |        |
|  |                     |                     |                     |                     | Colo-Colo        | Colo-Colo        | 1                | 0                |                  |                  |  |  |              |              |              |              |  |  |                                                       |        |        |        |
|  |                     |                     | River Plate         | River Plate         | 1                | 1                |                  |                  |                  |                  |  |  |              |              |              |              |  |  |                                                       |        |        |        |
|  | Talleres            | Talleres            | River Plate         | River Plate         | 1                | 1                | 0                | 1                |                  |                  |  |  |              |              |              |              |  |  |                                                       |        |        |        |
|  | Talleres            | Talleres            |                     |                     |                  |                  |                  | 1                |                  |                  |  |  |              |              |              |              |  |  |                                                       |        |        |        |
|  | River Plate         | River Plate         | 1                   | 2                   |                  |                  |                  |                  |                  |                  |  |  |              |              |              |              |  |  |                                                       |        |        |        |
|  | River Plate         | River Plate         | 1                   | 2                   | Atlético Mineiro | Atlético Mineiro | 1                | 1                |                  |                  |  |  |              |              |              |              |  |  |                                                       |        |        |        |
|  |                     |                     |                     |                     | Atlético Mineiro | Atlético Mineiro | 1                | 1                |                  |                  |  |  |              |              |              |              |  |  |                                                       |        |        |        |
|  |                     |                     | Botafogo            | Botafogo            | 3                | 3                |                  |                  |                  |                  |  |  |              |              |              |              |  |  |                                                       |        |        |        |
|  | Botafogo            | Botafogo            | Botafogo            | Botafogo            | 3                | 3                | 2                | 2                |                  |                  |  |  |              |              |              |              |  |  |                                                       |        |        |        |
|  | Botafogo            | Botafogo            |                     |                     |                  |                  |                  | 2                |                  |                  |  |  |              |              |              |              |  |  |                                                       |        |        |        |
|  | Palmeiras           | Palmeiras           | 1                   | 2                   |                  |                  |                  |                  |                  |                  |  |  |              |              |              |              |  |  |                                                       |        |        |        |
|  | Palmeiras           | Palmeiras           | 1                   | 2                   | Botafogo         | Botafogo         | 0                | 1 (5)            |                  |                  |  |  |              |              |              |              |  |  |                                                       |        |        |        |
|  |                     |                     |                     |                     | Botafogo         | Botafogo         | 0                | 1 (5)            |                  |                  |  |  |              |              |              |              |  |  |                                                       |        |        |        |
|  |                     |                     | São Paulo FC        | São Paulo FC        | 0                | 1 (4)            |                  |                  |                  |                  |  |  |              |              |              |              |  |  |                                                       |        |        |        |
|  | Nacional            | Nacional            | São Paulo FC        | São Paulo FC        | 0                | 1 (4)            | 0                | 0                |                  |                  |  |  |              |              |              |              |  |  |                                                       |        |        |        |
|  | Nacional            | Nacional            |                     |                     |                  |                  |                  | 0                |                  |                  |  |  |              |              |              |              |  |  |                                                       |        |        |        |
|  | São Paulo FC        | São Paulo FC        | 0                   | 2                   |                  |                  |                  |                  |                  |                  |  |  |              |              |              |              |  |  |                                                       |        |        |        |
|  | São Paulo FC        | São Paulo FC        | 0                   | 2                   | Botafogo         | Botafogo         | 5                | 1                |                  |                  |  |  |              |              |              |              |  |  |                                                       |        |        |        |
|  |                     |                     |                     |                     | Botafogo         | Botafogo         | 5                | 1                |                  |                  |  |  |              |              |              |              |  |  |                                                       |        |        |        |
|  |                     |                     | Peñarol             | Peñarol             | 0                | 3                |                  |                  |                  |                  |  |  |              |              |              |              |  |  |                                                       |        |        |        |
|  | Flamengo            | Flamengo            | Peñarol             | Peñarol             | 0                | 3                | 2                | 0                |                  |                  |  |  |              |              |              |              |  |  |                                                       |        |        |        |
|  | Flamengo            | Flamengo            |                     |                     |                  |                  |                  | 0                |                  |                  |  |  |              |              |              |              |  |  |                                                       |        |        |        |
|  | Bolívar             | Bolívar             | 0                   | 1                   |                  |                  |                  |                  |                  |                  |  |  |              |              |              |              |  |  |                                                       |        |        |        |
|  | Bolívar             | Bolívar             | 0                   | 1                   | Flamengo         | Flamengo         | 0                | 0                |                  |                  |  |  |              |              |              |              |  |  |                                                       |        |        |        |
|  |                     |                     |                     |                     | Flamengo         | Flamengo         | 0                | 0                |                  |                  |  |  |              |              |              |              |  |  |                                                       |        |        |        |
|  |                     |                     | Peñarol             | Peñarol             | 1                | 0                |                  |                  |                  |                  |  |  |              |              |              |              |  |  |                                                       |        |        |        |
|  | Peñarol             | Peñarol             | Peñarol             | Peñarol             | 1                | 0                | 4                | 0                |                  |                  |  |  |              |              |              |              |  |  |                                                       |        |        |        |
|  | Peñarol             | Peñarol             |                     |                     |                  |                  |                  | 0                |                  |                  |  |  |              |              |              |              |  |  |                                                       |        |        |        |
|  | The Strongest       | The Strongest       | 0                   | 1                   |                  |                  |                  |                  |                  |                  |  |  |              |              |              |              |  |  |                                                       |        |        |        |
|  | The Strongest       | The Strongest       | 0                   | 1                   |                  |                  |                  |                  |                  |                  |  |  |              |              |              |              |  |  |                                                       |        |        |        |
|  |                     |                     |                     |                     |                  |                  |                  |                  |                  |                  |  |  |              |              |              |              |  |  |                                                       |        |        |        |

## Finale
La finale 2024 de la Copa Libertadores oppose deux clubs brésiliens; c'est la quatrième fois que cela arrive en six ans.
Botafogo remporte le trophée pour la première fois de son histoire.
| Finale                         | Atlético Mineiro | 1 - 3   | Botafogo                                                  | Stade Mâs Monumental, Buenos Aires             |                                                |
| 30 novembre 2024 17:00 (UTC-3) | Vargas 47e       | (0 - 2) | 35e Luiz Henrique · 44e (pen.) Telles · 97e Júnior Santos | Spectateurs : 69 803 Arbitrage : Facundo Tello | Spectateurs : 69 803 Arbitrage : Facundo Tello |

| Atlético Mineiro | Botafogo |

| GK             | 22 | Everson           |       |     |
| CB             | 2  | Lyanco            | 45+1e | 46e |
| CB             | 21 | Rodrigo Battaglia | 30e   |     |
| CB             | 8  | Júnior Alonso     |       |     |
| RM             | 7  | Hulk (c)          | 90+2e |     |
| CM             | 18 | Fausto Vera       | 45+2e | 46e |
| CM             | 23 | Alan Franco       |       |     |
| LM             | 13 | Guilherme Arana   |       |     |
| AM             | 6  | Gustavo Scarpa    |       | 46e |
| AM             | 10 | Paulinho          |       |     |
| CF             | 9  | Deyverson         |       | 76e |
| Remplaçants :  |    |                   |       |     |
| GK             | 31 | Matheus Mendes    |       |     |
| DF             | 3  | Bruno Fuchs       |       |     |
| DF             | 16 | Igor Rabello      |       |     |
| DF             | 25 | Mariano           |       | 46e |
| DF             | 26 | Renzo Saravia     |       |     |
| DF             | 44 | Rubens            |       |     |
| MF             | 5  | Otávio            |       |     |
| MF             | 17 | Igor Gomes        |       |     |
| MF             | 20 | Bernard           |       | 46e |
| MF             | 45 | Alisson           |       |     |
| FW             | 11 | Eduardo Vargas    |       | 46e |
| FW             | 14 | Alan Kardec       |       | 76e |
| Entraîneur :   |    |                   |       |     |
| Gabriel Milito |    |                   |       |     |

| GK            | 12 | John Victor        |       |       |
| RB            | 22 | Vitinho            | 90+4e |       |
| CB            | 34 | Adryelson          |       |       |
| CB            | 20 | Alexander Barboza  |       |       |
| LB            | 13 | Alex Telles        | 45+3e | 58e   |
| DM            | 17 | Marlon Freitas (c) |       |       |
| DM            | 26 | Gregore            | 2e    |       |
| AM            | 18 | Thiago Almada      | 79e   | 80e   |
| AM            | 10 | Jefferson Savarino |       | 58e   |
| SS            | 7  | Luiz Henrique      |       | 79e   |
| CF            | 99 | Igor Jesus         |       | 90+3e |
| Remplaçants : |    |                    |       |       |
| GK            | 1  | Gatito Fernández   |       |       |
| DF            | 3  | Lucas Halter       |       |       |
| DF            | 21 | Marçal             |       | 58e   |
| DF            | 66 | Cuiabano           |       |       |
| MF            | 5  | Danilo Barbosa     |       | 58e   |
| MF            | 6  | Tchê Tchê          |       |       |
| MF            | 28 | Allan              |       | 90+3e |
| MF            | 33 | Eduardo            |       |       |
| MF            | 70 | Óscar Romero       |       |       |
| FW            | 9  | Tiquinho Soares    |       |       |
| FW            | 11 | Júnior Santos      | 90+9e | 80e   |
| FW            | 37 | Matheus Martins    |       | 79e   |
| Entraîneur :  |    |                    |       |       |
| Artur Jorge   |    |                    |       |       |